# Sahulgråfågel
Sahulgråfågel (Edolisoma tenuirostre) är en fågel i familjen gråfåglar med vid utbredning från Sulawesi i Indonesien till Australien. Artgränserna både inom arten och gentemot dess närmaste släktingar är omtvistade.

## Utbredning och systematik
Sahulgråfågeln förekommer i Australien samt på och kring Nya Guinea. Den delas in i sex underarter med följande utbredning:
- Edolisoma tenuirostre nehrkorni – ön Waigeo utanför västra Nya Guinea
- Edolisoma tenuirostre aruense – Aruöarna och låglandet Trans-Fly på södra Nya Guinea
- Edolisoma tenuirostre muellerii – öarna Kofiau och Misool, på Nya Guinea och i D'Entrecasteaux
- Edolisoma tenuirostre tagulanum – Tagula och Lisima i Louisiaderna
- Edolisoma tenuirostre melvillense – norra Australien
- Edolisoma tenuirostre tenuirostre – östra Australien

Tidigare inkluderades ett stort antal populationer även i Små Sundaöarna, Moluckerna och Bismarckarkipelagen i arten, som då hade det svenska trivialnamnet cikadagråfågel. Dessa urskiljs efter studier som egna arter:
- Timorgråfågel (Edolisoma timoriense)
- Rosselgråfågel (Edolisoma rostratum)
- Seramgråfågel (Edolisoma amboinense)
- Banggaigråfågel (Edolisoma pelingi)
- Sultangråfågel (Edolisoma grayi)
- Obigråfågel (Edolisoma obiense)
- Geelvinkgråfågel (Edolisoma meyerii)

Vidare har taxonet edithae flyttats till sulawesigråfågel (E. morio) samt matthiae, rooki och heinrothi till bismarckgråfågeln (E. remotum). Tidigare behandlades även amiralitetsgråfågel, yapgråfågel, palaugråfågel, bismarckgråfågel, bismarckgråfågel och pohnpeigråfågel som en del av arten. o

### Släktestillhörighet
Den liksom flertalet taxa placerades tidigare i Coracina, men DNA-studier visar att det släktet är parafyletiskt visavi drillfåglarna i Lalage.

## Status
IUCN kategoriserar sahulgråfågeln som livskraftig, men inkluderar sultangråfågeln, timorgråfågeln, seramgråfågeln och taxonet edithae i bedömningen.

## Bildgalleri

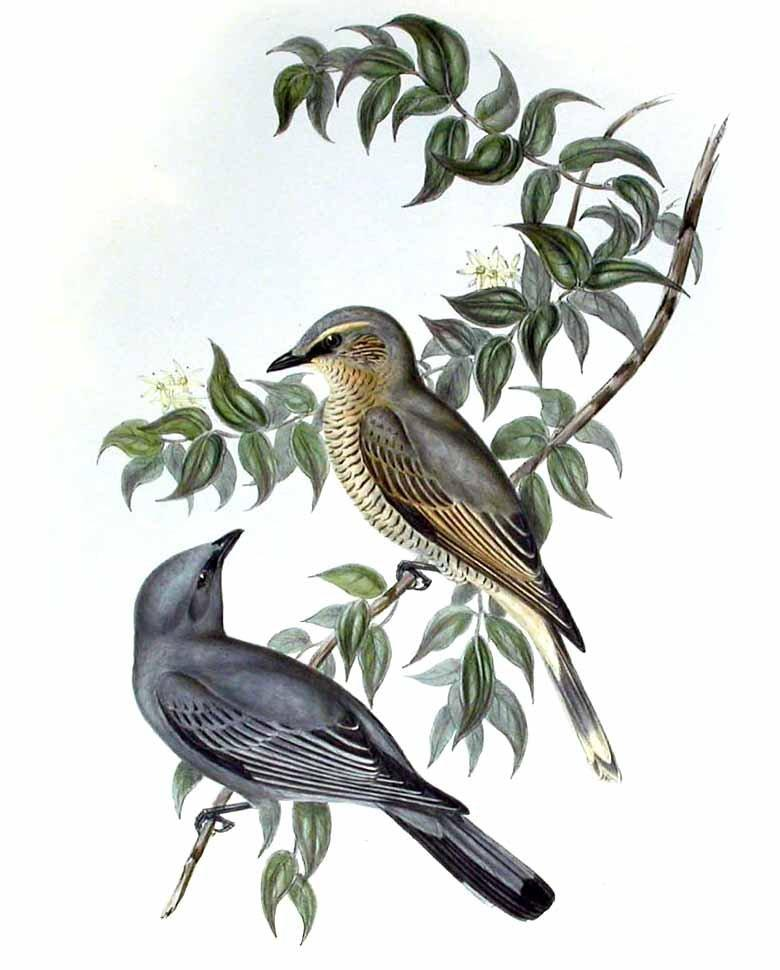